# Peglio (Pesaro et Urbino)
Pour les articles homonymes, voir Peglio.
Peglio est une commune italienne de la province de Pesaro et Urbino dans la région Marches en Italie.

## Administration
| Période                                  | Période | Identité | Étiquette | Qualité |
| ---------------------------------------- | ------- | -------- | --------- | ------- |
|                                          |         |          |           |         |
| Les données manquantes sont à compléter. |         |          |           |         |

### Communes limitrophes
Lunano, Sant'Angelo in Vado, Sassocorvaro, Urbania, Urbino